# 소울플라이

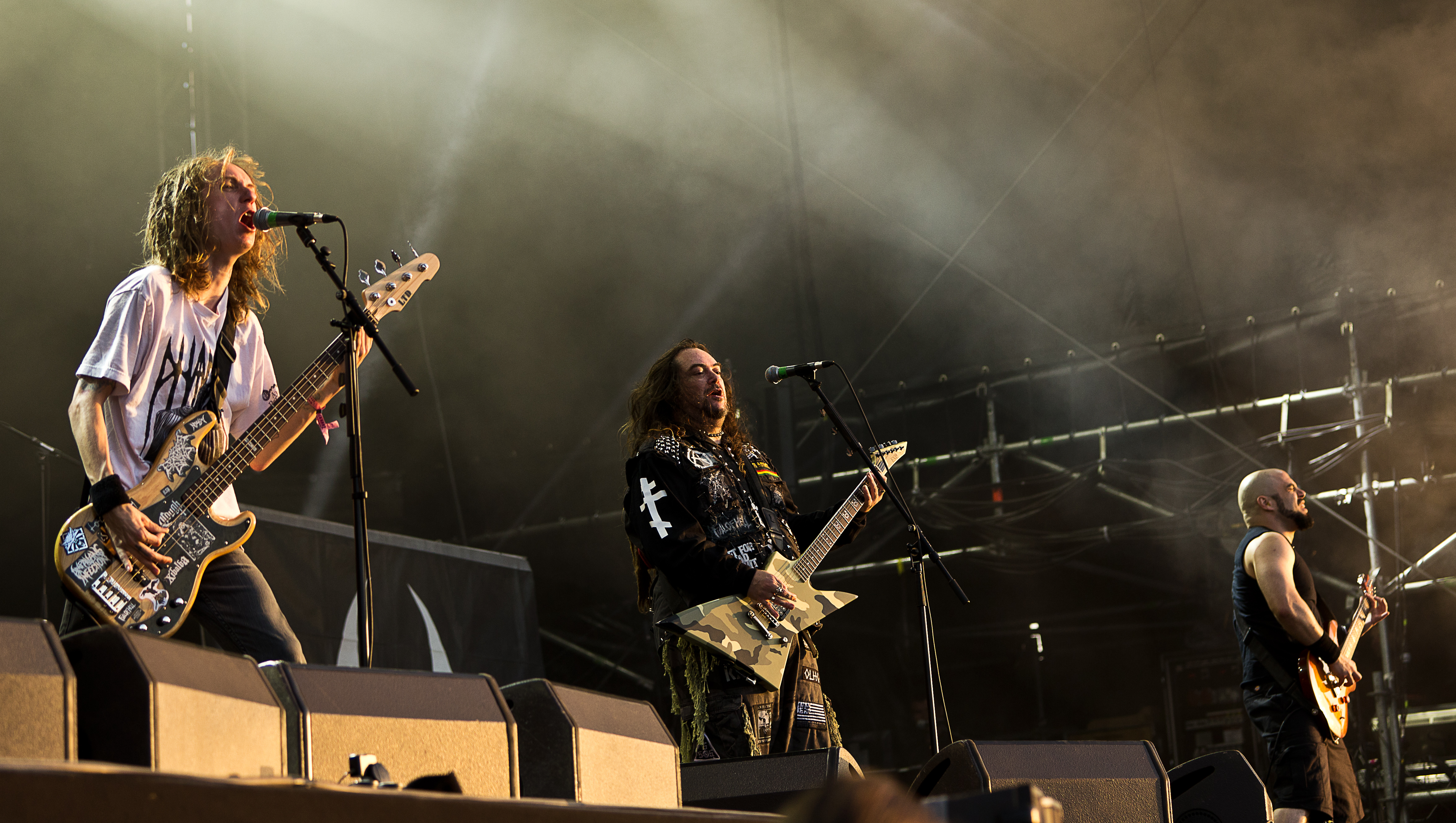
2015년 독일에서 공연 중인 소울플라이

소울플라이(Soulfly)는 1997년 미국 캘리포니아주 로스엔젤레스에서 결성된 미국의 헤비메탈 밴드이다.

## 밴드 구성원
- Max Cavalera - 리드 보컬, 리듬 기타
- Zyon Cavalera - 드럼
- 마이크 레온 - 베이스

위드 풀 포스(With Full Force) 2018에서 라이브 공연 중인 소울플라이
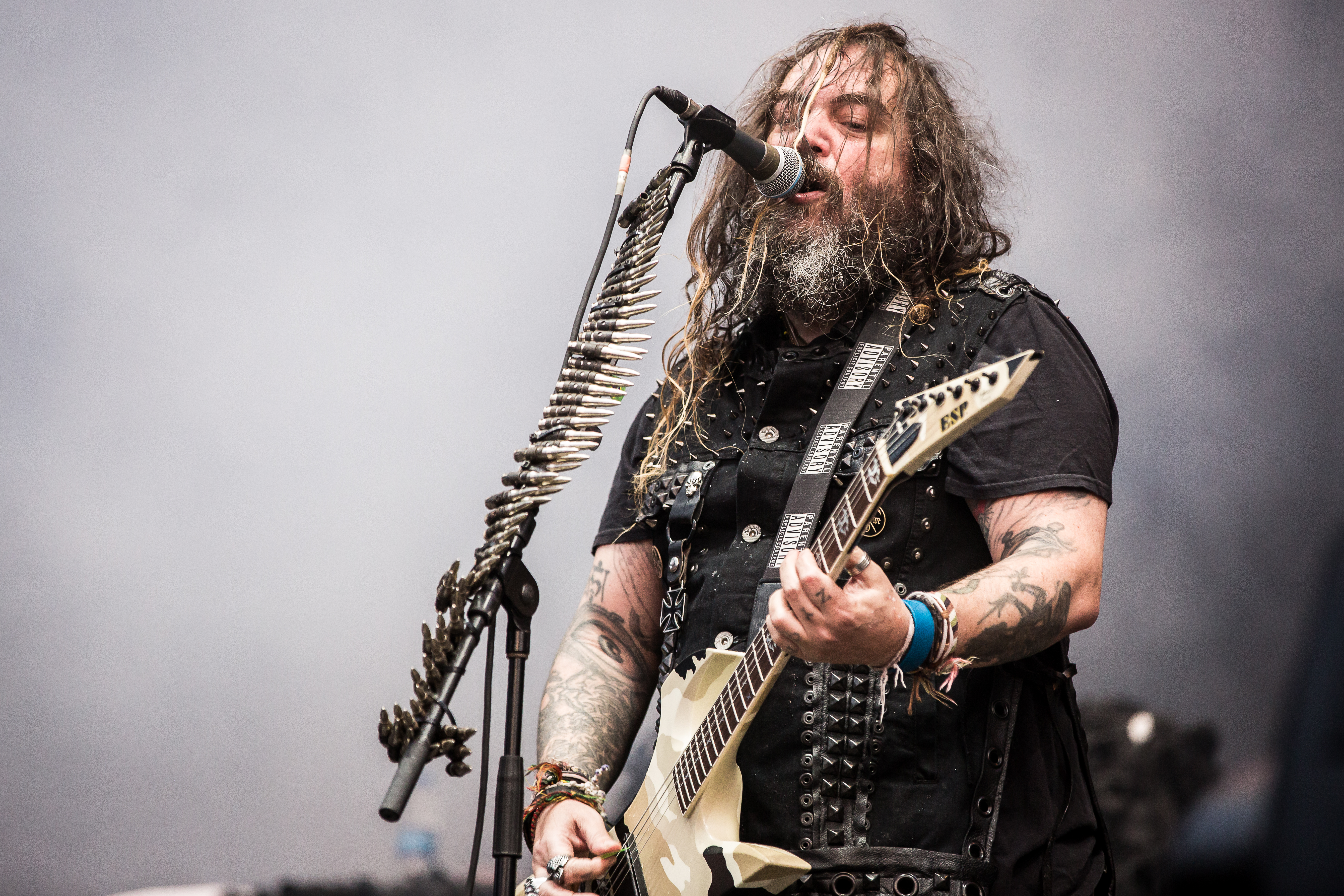
Max Cavalera
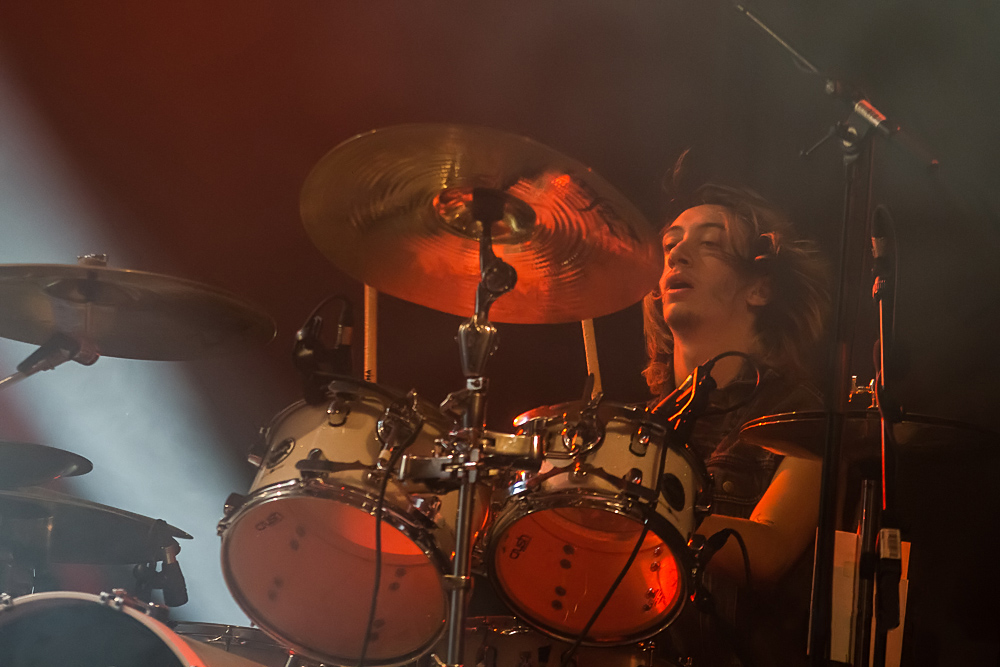
Zyon Cavalera
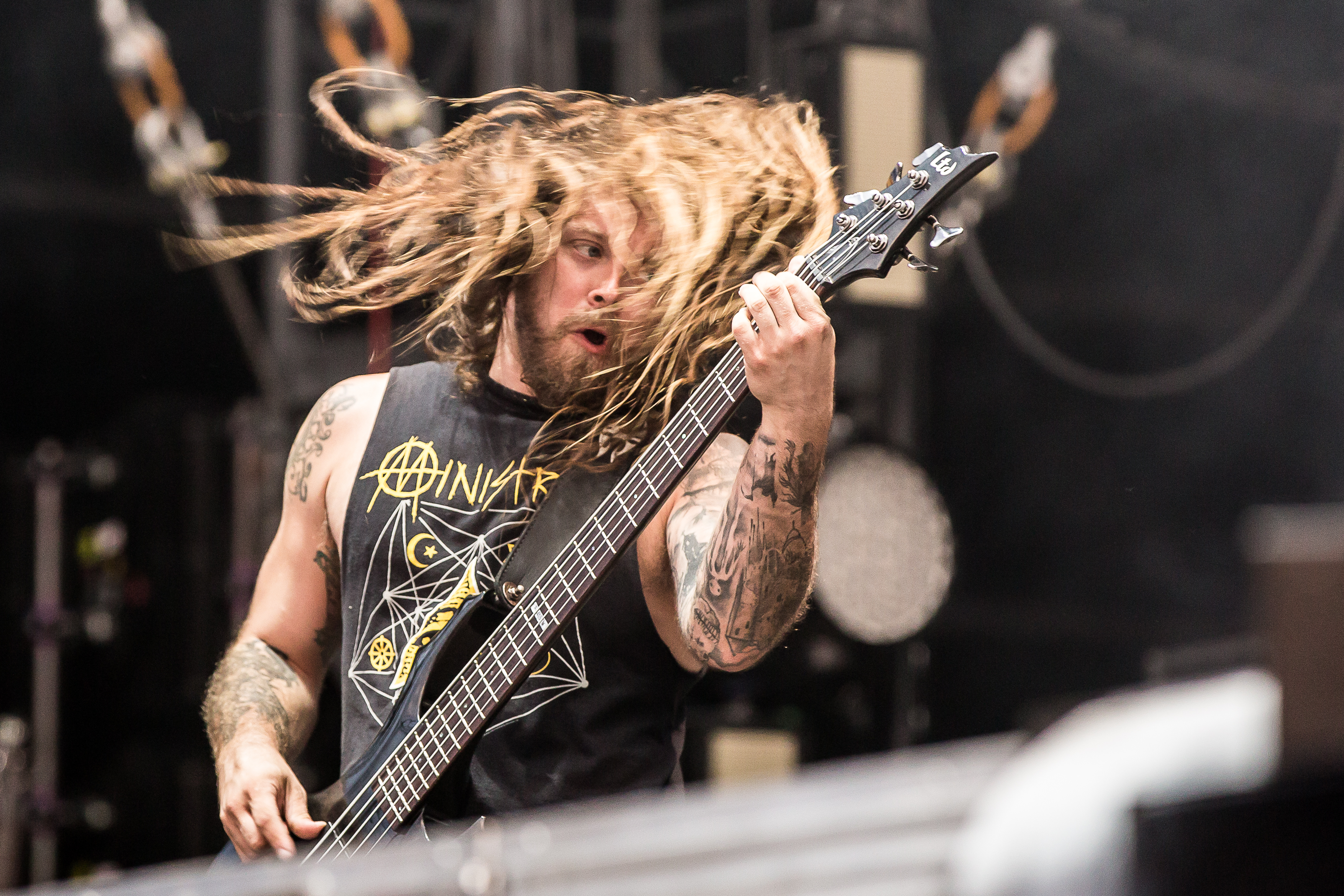
Mike Leon

## 디스코그래피
- Soulfly (1998)
- Primitive (2000)
- 3 (2002)
- Prophecy (2004)
- Dark Ages (2005)
- Conquer (2008)
- Omen (2010)
- Enslaved (2012)
- Savages (2013)
- Archangel (2015)
- Ritual (2018)
- Totem (2022)